# Atriplex
Genre
Classification phylogénétique
Taxons de rang inférieur
- Voir le texte

Atriplex est un genre de plantes de la famille des Amaranthaceae selon la classification phylogénétique (anciennement famille des Chenopodiaceae), comprenant environ une centaine d'espèces des régions tempérées et chaudes. Elles sont également appelées « arroche » (nom vernaculaire). 
Selon les auteurs, quelques espèces du genre Atriplex sont placées dans le genre Halimione.

## Phytonymie
Le nom Atriplex vient du grec a, privatif, et trephein, signifiant « nourrir » : cette étymologie fait référence aux vertus alimentaires minimes de la plante. De même, son nom vernaculaire d'« arroche » vient du grec ancien atraphaxis, signifiant « qui n'est pas nourrissant ».

## Quelques espèces
Parmi les 100 à 200 espèces du genre, on trouve, selon ITIS :
- Atriplex acadiensis Taschereau
- Atriplex acanthocarpa (Torr.) S. Wats.
- Atriplex alaskensis S. Wats.
- Atriplex amnicola
- Atriplex ×aptera A. Nels. (pro sp.)
- Atriplex argentea Nutt.
- Atriplex asterocarpa Stutz, Chu et Sanderson
- Atriplex barclayana (Benth.) D. Dietr.
- Atriplex bonnevillensis C.A. Hanson
- Atriplex californica Moq.
- Atriplex calotheca
- Atriplex canescens (Pursh) Nutt.
- Atriplex cinerea Poir.
- Atriplex confertifolia (Torr. et Frém.) S. Wats.
- Atriplex cordulata Jepson
- Atriplex coronata S. Wats.
- Atriplex corrugata S. Wats.
- Atriplex coulteri (Moq.) D. Dietr.
- Atriplex cristata Humb. et Bonpl. ex Willd.
- Atriplex cuneata A. Nels.
- Atriplex depressa Jepson
- Atriplex drymarioides Standl.
- Atriplex eardleyae Aellen
- Atriplex elegans (Moq.) D. Dietr.
- Atriplex erecticaulis Stutz, Chu et Sanderson
- Atriplex falcata (M.E. Jones) Standl.
- Atriplex franktonii Taschereau
- Atriplex fruticulosa Jepson
- Atriplex gardneri (Moq.) D. Dietr.
- Atriplex garrettii Rydb.
- Atriplex glabriuscula Edmondston
- Atriplex gmelinii C.A. Mey. ex Bong.
- Atriplex graciliflora M.E. Jones
- Atriplex griffithsii Standl.
- Atriplex halimus L., Arroche marine
- Atriplex hastata L. (Syn. Atriplex prostrata), Arroche hastée
- Atriplex heterosperma
- Atriplex holocarpa F. Muell.
- Atriplex hortensis L.
- Atriplex hymenelytra (Torr.) S. Wats.
- Atriplex joaquiniana A. Nels.
- Atriplex johnsonii
- Atriplex johnstonii C.B. Wolf
- Atriplex jubata S. Moore, 1921[2],[3]
- Atriplex klebergorum M.C. Johnston
- Atriplex laciniata L.
- Atriplex lampa (Moq.) Gillies ex Small
- Atriplex lanfrancoi
- Atriplex lentiformis (Torr.) S. Wats.
- Atriplex leucophylla (Moq.) D. Dietr.
- Atriplex lindleyi Moq.
- Atriplex littoralis L.
- Atriplex longipes
- Atriplex matamorensis A. Nels.
- Atriplex maximowicziana Makino
- Atriplex micrantha Ledeb.
- Atriplex minuscula Standl.
- Atriplex minuticarpa Stutz et Chu
- Atriplex muelleri Benth.
- Atriplex navajoensis C.A. Hanson
- Atriplex ×neomexicana Standl. (pro sp.)
- Atriplex nitens Schkuhr
- Atriplex nudicaulis Boguslaw
- Atriplex nummularia Lindl.
- Atriplex nuttallii S. Wats.
- Atriplex oblongifolia Waldst. et Kit.
- Atriplex obovata Moq.
- Atriplex ×odontoptera Rydb. (pro sp.)
- Atriplex pachypoda Stutz et Chu
- Atriplex pacifica A. Nels.
- Atriplex parishii S. Wats.
- Atriplex parryi S. Wats.
- Atriplex patula L.
- Atriplex persistens Stutz et Chu
- Atriplex phyllostegia (Torr. ex S. Wats.) S. Wats.
- Atriplex polycarpa (Torr.) S. Wats.
- Atriplex portulacoides L. (Syn. Halimione portulacoides)
- Atriplex powellii S. Wats.
- Atriplex praecox
- Atriplex prostrata Bouchér ex DC.
- Atriplex pusilla (Torr. ex S. Wats.) S. Wats.
- Atriplex rhagodioides F. Muell.
- Atriplex rosea L.
- Atriplex saccaria S. Wats.
- Atriplex sagittifolia
- Atriplex semibaccata R. Br.
- Atriplex serenana A. Nels.
- Atriplex sibirica L.
- Atriplex spinifera J.F. Macbr.
- Atriplex suberecta I. Verd.
- Atriplex subspicata (Nutt.) Rydb.
- Atriplex subtilis Stutz et Chu
- Atriplex tatarica L.
- Atriplex tenuissima A. Nels.
- Atriplex texana S. Wats.
- Atriplex torreyi (S. Wats.) S. Wats.
- Atriplex tridentata Kuntze
- Atriplex truncata (Torr. ex S. Wats.) Gray
- Atriplex tularensis Coville
- Atriplex vallicola Hoover
- Atriplex vesicaria Heward ex Benth.
- Atriplex wardii Standl.
- Atriplex watsonii A. Nels.
- Atriplex welshii C.A. Hanson
- Atriplex wolfii S. Wats.
- Atriplex wrightii S. Wats.